# Arachosia polytrichia
Arachosia polytrichia là một loài nhện trong họ Anyphaenidae.
Loài này thuộc chi Arachosia. Arachosia polytrichia được Cândido Firmino de Mello-Leitão miêu tả năm 1922.